# Camila dos Anjos
Camila Caires dos Anjos (São Paulo, 30 de abril de 1986) é uma atriz brasileira. Com uma vasta carreira no teatro, ganhou duas vezes o prêmio Prêmio Cenym de Teatro pela atuação nas peças O Leão no Inverno e Inferno-Um Interlúdio Expressionista.

## Vida pessoal
Em 2005 realiza o curso de teatro pelo Teatro Escola Célia Helena e, no ano seguinte, o de cinema pela Academia Internacional de Cinema Tata Amaral. Em 2011 se forma na faculdade de artes cênicas pela Escola Superior de Artes Célia Helena.

## Teatro
| Ano     | Título                                  | Personagem |
| ------- | --------------------------------------- | ---------- |
| 1998    | Asas Pra Que Te Quero                   | Carol      |
| 2000    | Tutti-Frutti: O Musical                 | Catarina   |
| 2007–08 | Panos e Lendas                          | Ruth       |
| 2010–11 | Os Inadequados                          | Cissi      |
| 2011    | Depois Daquela Noite                    | Flávia     |
| 2011    | Doutor Faustus Liga a Luz               | Gertrudes  |
| 2012    | Leila Baby                              | Leila      |
| 2012    | Guarde um Beijo Meu                     | Cíntia     |
| 2012–13 | Caminos Invisibles... La Partida        | Maria      |
| 2014    | Arquitetura da Dramaturgia              | Anna       |
| 2014–15 | Esta Propriedade Está Condenada         | Willie     |
| 2014–15 | Por Que Você Fuma Tanto, Lily?          | Sra. Yorke |
| 2015    | A Medida do Meu Mundo Sem Você          | Renata     |
| 2015–16 | O Menino que Não Sabia Chorar           | Clarice    |
| 2016    | Jantares Inteligentes                   | Tássia     |
| 2016–17 | Diálogos de Salomé com São João Batista | Salomé     |
| 2017    | Abajur Lilás                            | Leninha    |
| 2017–18 | Memórias (Não) Inventadas               | Bertha     |
| 2018    | O Leão no Inverno                       | Alais      |
| 2019    | A Catástrofe do Sucesso                 | Lauren     |
| 2019    | Quebra-Cabeça                           | Camila     |
| 2019–21 | Inferno - Um Interlúdio Expressionista  | Eva        |
| 2021    | Sede                                    | Bela       |
| 2022    | Vereda da Salvação                      | Artuliana  |
| 2022    | A Semente da Romã                       | Eva        |

## Filmografia

### Televisão
| Ano     | Título                    | Personagem                   | Nota                         |
| ------- | ------------------------- | ---------------------------- | ---------------------------- |
| 1999–02 | Sandy & Junior            | Maria Isabel Azevedo (Bebel) |                              |
| 2003    | Retrato Falado            | Vanessa                      | Episódio: "A Taxista"        |
| 2004    | Começar de Novo           | Letícia Borges (jovem)       | Episódio: "30 de agosto"     |
| 2005    | Essas Mulheres            | Ana Assunção                 |                              |
| 2006    | Malhação                  | Roberta Valença              | Temporada 13                 |
| 2008    | Três Irmãs                | Antônia                      | Episódio: "2 de dezembro"    |
| 2009    | Aline                     | Carla                        | Episódio: "TPM"              |
| 2011    | Amor e Revolução          | Cléo                         | Episódio: "5 de abril"       |
| 2011    | Os Anjos do Sexo          | Cris                         | Episódio: "A Nossa Namorada" |
| 2015–16 | Cúmplices de um Resgate   | Alícia Alencar               |                              |
| 2017    | A Vida Secreta dos Casais | Giordana Andreazza Florenza  |                              |

### Cinema
| Ano  | Título                           | Personagem   | Nota           |
| ---- | -------------------------------- | ------------ | -------------- |
| 1998 | Pretérito Perfeito               | Carol        | Curta-metragem |
| 2006 | Existe Sempre Espaço para o Amor | Catarina     |                |
| 2009 | O Nome do Gato                   | Bruna / Rita | Curta-metragem |
| 2012 | Noite Perdida                    | Marina       | Curta-metragem |
| 2014 | Caju com Pizza                   | Delores (Dê) |                |
| 2016 | Mudança                          | Marcela      | Curta-metragem |
| 2017 | Noite Perdida                    | Ofélia       | Curta-metragem |
| 2018 | SP: Crônica de Uma Cidade Real   | Carol        |                |

## Prêmios e indicações
| Ano  | Prêmio                                                 | Categoria                | Trabalho da indicação                  | Resultado | Ref.   |
| ---- | ------------------------------------------------------ | ------------------------ | -------------------------------------- | --------- | ------ |
| 2010 | Festival Art Déco de Cinema                            | Melhor Atriz             | O Nome do Gato                         | Venceu    | [ 32 ] |
| 2010 | Festival Audiovisual do Mercosul                       | Melhor Atriz             | O Nome do Gato                         | Venceu    | [ 33 ] |
| 2014 | Prêmio Melhores do Teatro R7                           | Atriz Revelação          | Esta Propriedade Está Condenada        | Venceu    | [ 34 ] |
| 2018 | Prêmio Cenym de Teatro                                 | Melhor Atriz Coadjuvante | O Leão no Inverno                      | Venceu    | [ 35 ] |
| 2019 | Prêmio Bibi Ferreira                                   | Melhor Atriz Coadjuvante | O Leão no Inverno                      | Indicado  | [ 36 ] |
| 2020 | Prêmio Cenym de Teatro                                 | Melhor Atriz Coadjuvante | Inferno - Um Interlúdio Expressionista | Venceu    | [ 37 ] |
| 2020 | Brazil International Monthly Independent Film Festival | Melhor Atriz             | SP: Crônicas de uma Cidade Real        | Venceu    | [ 38 ] |